# Tito Speri (1928)
Tito Speri – włoski okręt podwodny z okresu międzywojennego i II wojny światowej, jedna z czterech jednostek typu Mameli. Okręt został zwodowany 25 maja 1928 roku w stoczni Cantieri navali Tosi di Taranto w Tarencie, a w skład Regia Marina wszedł 20 sierpnia 1929 roku. Pełnił służbę na Morzu Śródziemnym i Atlantyku, biorąc udział m.in. w wojnie domowej w Hiszpanii i kampanii śródziemnomorskiej. Po kapitulacji Włoch „Tito Speri” trafił do USA, gdzie był używany do szkolenia sił ZOP. Jednostka została wycofana ze służby 1 lutego 1948 roku.

## Projekt i budowa
Przyjęty przez Włochy program zbrojeniowy z lat 1923–1924 zakładał zbudowanie okrętów o łącznej wyporności 36 568 ton, na co miały się składać dwa krążowniki ciężkie („Trento” i „Trieste”), niszczyciele typów Sauro i Turbine oraz okręty podwodne typów Balilla, Pisani i Mameli. Projekt oceanicznych okrętów typu Mameli powstał w wyniku zbadania konstrukcji i doświadczeń z eksploatacji otrzymanych po I wojnie światowej U-Bootów Kaiserliche Marine. Jednostki zaprojektował pułkownik Virginio Cavallini. Przyjęto konstrukcję jednokadłubową, z dużym kioskiem. Powstały solidne okręty o dobrej manewrowości podwodnej i dużej dopuszczalnej głębokości zanurzania, problemem była jednak ich słaba stateczność. Problem rozwiązano instalując zewnętrzne siodłowe zbiorniki balastowe, co jednak zmniejszyło osiąganą prędkość maksymalną (z projektowanych 17,2 węzła na powierzchni do 15 węzłów i podwodną z 7,7 do 7,5 węzła) . Mameli był pierwszym typem okrętów podwodnych skonstruowanym we Włoszech po I wojnie światowej.
Okręt zbudowany został w stoczni Cantieri navali Tosi di Taranto w Tarencie . Stępkę jednostki położono 28 września 1925 roku, a zwodowana została 25 maja 1928 roku.

## Dane taktyczno-techniczne
„Tito Speri” był średniej wielkości oceanicznym okrętem podwodnym o konstrukcji jednokadłubowej . Długość całkowita wynosiła 64,6 metra, szerokość 6,51 metra i zanurzenie 4,3 metra. Wyporność normalna w położeniu nawodnym wynosiła 810 ton, a w zanurzeniu 993 tony . Okręt napędzany był na powierzchni przez dwa 8-cylindrowe czterosuwowe silniki wysokoprężne Tosi o łącznej mocy 3000 KM. Napęd podwodny zapewniały dwa silniki elektryczne CGE o łącznej mocy 1100 KM. Dwuśrubowy układ napędowy pozwalał osiągnąć prędkość 15 węzłów na powierzchni i 7,5 węzła w zanurzeniu. Zasięg wynosił 3500 Mm przy prędkości 8 węzłów w położeniu nawodnym oraz 64 Mm przy prędkości 4 węzłów w zanurzeniu. Zbiorniki paliwa mieściły 48 ton oleju napędowego . Energia elektryczna magazynowana była w baterii akumulatorów składającej się ze 112 ogniw . Dopuszczalna głębokość zanurzenia wynosiła 100 metrów .
Okręt wyposażony był w sześć stałych wyrzutni torped kalibru 533 mm: cztery na dziobie i dwie na rufie, z łącznym zapasem 10 torped . Uzbrojenie artyleryjskie stanowiło umieszczone przed kioskiem pojedyncze działo pokładowe kalibru 102 mm Schneider–Armstrong 1914-15 L/35 . Broń przeciwlotniczą stanowiły dwa pojedyncze wielkokalibrowe karabiny maszynowe kalibru 13,2 mm L/76 . Jednostka wyposażona też była w hydrofony .
Załoga okrętu składała się z 5 oficerów oraz 44 podoficerów i marynarzy.

## Służba
„Tito Speri” został wcielony do służby w Regia Marina 20 sierpnia 1929 roku . Okręt rozpoczął służbę na Morzu Śródziemnym, wchodząc w skład eskadry (wł. Squadriglia) okrętów podwodnych średniego zasięgu należącej do flotylli stacjonującej w Tarencie (wraz z siostrzanymi „Goffredo Mameli”, „Pier Capponi” i „Giovanni da Procida”).
W 1929 roku „Tito Speri” stacjonował w Trypolisie. W 1930 roku eskadra okrętów podwodnych średniego zasięgu, w której służyły jednostki typu Mameli, została przemianowana na 4 eskadrę okrętów podwodnych. Na przełomie lutego i marca 1930 roku „Tito Speri” odbył 19-dniowy rejs na Ocean Atlantycki, docierając do Las Palmas de Gran Canaria. W 1930 roku „Tito Speri”, „Goffredo Mameli” i „Pier Capponi” odbyły rejs do portów Grecji i Dodekanezu. W 1931 roku okręty 4. eskadry przebazowano do Neapolu. W 1933 roku wszystkie jednostki typu Mameli odbyły dwudziestodniowy rejs szkoleniowy, zawijając do Salonik oraz na Leros i Rodos.
W 1934 roku okręty 4. eskadry powróciły do Tarentu, a zespół został przemianowany na 9 eskadrę 3. Flotylli, kontynuując szkolenie i wykonując krótkie rejsy po portach włoskich i Dodekanezu. W 1935 roku 9 eskadrę przekształcono w 12 eskadrę. Podczas wojny domowej w Hiszpanii „Tito Speri” odbył jedną misję specjalną.
W 1938 roku 12 eskadrę przekształcono w 41 eskadrę; w 1939 roku zmieniono po raz kolejny jej oznaczenie na 31 eskadrę i przebazowano do Mesyny. W kwietniu 1939 roku „Tito Speri” znalazł się w składzie sił morskich uczestniczących w operacji pod kryptonimem „O.M.T.”, czyli inwazji na Albanię.
10 czerwca 1940 roku, w momencie ataku Włoch na Francję, okręt wchodził w skład 34. eskadry okrętów podwodnych 3. Flotylli w Mesynie (wraz z siostrzanymi „Goffredo Mameli”, „Pier Capponi” i „Giovanni da Procida”) . Dowództwo jednostki sprawował kmdr ppor. (wł. capitano di corvetta) Mario Vannutelli . Na przełomie lipca i sierpnia okręt operował na wodach między Kretą a Aleksandrią, wraz z „Goffredo Mameli” i „Narvalo” . Od 15 do 21 października „Tito Speri” ponownie patrolował wody na południe od Krety, wraz z „Santorre Santarosa”, „Ascianghi”, „Anfitrite”, „Fratelli Bandiera” i „Enrico Toti” .
Od 12 do 20 stycznia 1941 roku „Tito Speri” i „Ciro Menotti” odbyły patrole u wejścia do Cieśniny Otranto, także nie nawiązując kontaktu z wrogiem . Po 20 stycznia „Tito Speri”, „Turchese”, „Ambra”, „Filippo Corridoni”, „Ciro Menotti”, „Domenico Millelire”, „Dessiè” i „Jalea” patrolowały Południowy Adriatyk i północną część Morza Jońskiego. Między 9 a 18 lutego okręt wraz z „Topazio” patrolował wody u wybrzeży Albanii i Grecji, nie spotykając przeciwnika . Ze względu na zużycie silników wiosną „Tito Speri” i „Goffredo Mameli” zostały przeniesione do Szkoły Okrętów Podwodnych w Poli .
W 1942 roku zużyte jednostki napędowe zostały wymienione na nowe silniki Diesla Tosi o łącznej mocy 4000 KM, przez co prędkość okrętu na powierzchni wzrosła do 17 węzłów .
W momencie kapitulacji Włoch we wrześniu 1943 roku niesprawny okręt znajdował się w rezerwie w Tarencie, a jego dowódcą był kmdr ppor. Rino Erler . „Tito Speri” i „Goffredo Mameli” poddały się Aliantom, a po przeprowadzeniu prac remontowych zostały w lutym 1944 roku wysłane na Bermudy, a następnie do Zatoki Maine. Obie włoskie jednostki (we wrześniu 1944 roku dołączył do nich także „Giovanni da Procida”) były wykorzystywane do szkolenia w zwalczaniu okrętów podwodnych przez jednostki lotnictwa i marynarki USA. W lutym 1945 roku „Tito Speri” i „Giovanni da Procida” zostały przeniesione do Guantanamo, dalej uczestnicząc w szkoleniu sił ZOP. Pod koniec działań wojennych „Tito Speri”, „Goffredo Mameli” i „Giovanni da Procida” powróciły do Tarentu, gdzie nie prowadziły już żadnych działań.
Okręt został wycofany ze służby 1 lutego 1948 roku.